# Химн на Гватемала
Националният химн на Гватемала (на испански: Himno Nacional de Guatemala) е написан от Хосе Хоакин Палма (1844 – 1911) и е композиран от Рафаел Алварес Овале. Приет е през 1896 г.